# Dyrzela perampla
Dyrzela perampla là một loài bướm đêm trong họ Noctuidae.